# Цубурая Ейдзі
Ейдзі Цубурая (яп. 円谷英二: 7 липня 1901, Сукаґава, префектура Фукусіма — 25 січня 1970, Іто, префектура Сідзуока) — японський режисер спецефектів, що брав участь у створенні багатьох японських науково-фантастичних фільмів, був одним зі співавторів фільмів про Годзилу, а також головним творцем Ultraman.